# Prière pour un tueur

Prière pour un tueur (Pray for Death) est un film américain de Gordon Hessler sorti en 1985. C'est un film d'action, mettant en scène Shô Kosugi, acteur spécialisé dans les rôles de ninja, ainsi que ses deux enfants. Le scénario, relativement sadique, est de James Booth, qui joue aussi le rôle du principal "méchant".
Classé R (restricted) aux États-Unis et interdit aux moins de 12 ans en France, le film a été présenté dans la Section "peur" du Festival international du film fantastique d'Avoriaz 1986. 

## Synopsis
Un homme d'affaires japonais, Akira Saito (Shô Kosugi), quitte Tokyo avec sa famille pour s'installer aux États-Unis, où sa femme Aiko (Donna Kei Benz) a des racines. Ils achêtent un restaurant dans un quartier pavillonnaire de Houston. Malheureusement, une pièce inoccupée de leur nouvelle maison sert de cache à des policiers véreux et à des gangsters. Quand un des policiers décide de "doubler" les gangsters en faisant disparaître un collier volé, ceux-ci se retournent contre l'ancien propriétaire, puis contre la famille Saito. Ils sont dirigés par un homme de main particulièrement sadique, Limehouse Willie (James Booth), et Akira a bien du mal à protéger les siens. Mais ce que nul ne soupçonne, c'est qu'il s'agit d'un ancien ninja... 

## Fiche technique
- Titre français : Prière pour un tueur
- Titre original : Pray for Death
- Réalisation : Gordon Hessler
- Scénario : James Booth
- Musique : Thomas Chase et Steve Rucker
- Durée : 92 min
- Date de sortie : 1985 (États-Unis), 1986 (France)

## Distribution
- Shô Kosugi : Akira Saito
- Donna Kei Benz : Aiko Saito, sa femme (sous le nom de Donna K. Benz)
- Kane Kosugi : Takeshi Saito, leur fils
- Shane Kosugi : Tomoya Saito, leur fils
- Michael Constantine : Mr. Newman, chef du gang
- James Booth : Limehouse Willie, principal homme de main
- Norman Burton : Lt. Anderson
- Matthew Faison : Sgt. Joe Daley
- Charles Grueber : Sgt. Trumble
- Parley Baer : Sam Green, propriétaire de la maison
- Robert Ito : Kaga
- Alan Amiel : Vinnie Seline
- Woody Watson : Cohen

- Nik Hagler : Pirelli
- Chris Wycliff : Joe Benson